# AEGON Pro Series Glasgow
L'AEGON Pro Series Glasgow è un torneo di tennis che si svolge attualmente nella città scozzese di Glasgow, su campi in cemento.

## Albo d'oro

### Singolare maschile
| Anno     | Vincitore         | Finalista           | Punteggio          |
| -------- | ----------------- | ------------------- | ------------------ |
| 2008     | Daniel Evans      | Marcus Willis       | 6-2, 3-1, ritiro   |
| 2009     | Stéphane Robert   | Colin Fleming       | 2-6, 6-4, 6-4      |
| 2009 (2) | Yannick Mertens   | Daniel Evans        | 6-0, 6-2           |
| 2010     | Chris Eaton       | Jamie Baker         | 6-4, 6-4           |
| 2010 (2) | Matthew Ebden     | Daniel Evans        | 6-2, 3-6, 6-3      |
| 2011     | Kenny de Schepper | Alexandre Sidorenko | 7–5, 7–5           |
| 2011 (2) | Joshua Goodall    | Jan Minář           | 7–6(7–3), 7–5      |
| 2012     | Michał Przysiężny | Mirza Bašić         | 6–1, 7–6(9–7)      |
| 2012 (2) | Bastian Knittel   | Ashley Hewitt       | 6–2, 6–4           |
| 2013     | Marcus Willis     | Josh Goodall        | 6–4, 6–4           |
| 2014     | Laurynas Grigelis | Daniel Smethurst    | 7–5, 6–7(4–7), 7–5 |

### Doppio maschile
| Anno     | Vincitori                       | Finalisti                         | Punteggio           |
| -------- | ------------------------------- | --------------------------------- | ------------------- |
| 2008     | Colin Fleming Ken Skupski       | Ivan Cerović Daniel Danilovic     | 6-4, 6-4            |
| 2009     | Jamie Baker Chris Eaton         | Romain Jouan Pierrick Ysern       | 7-5, 6-0            |
| 2009 (2) | Chris Eaton Dominic Inglot      | Daniel Cox Uladzimir Ihnacik      | 6-0, 7–6(5)         |
| 2010     | Chris Eaton Dominic Inglot      | Olivier Charroin Alexandre Renard | 4-6, 6-3, 10-2      |
| 2010 (2) | Lewis Burton Daniel Evans       | Matthew Ebden Joshua Milton       | 7-6(1), 3-6, [10-6] |
| 2011     | Chris Eaton Alexander Slabinsky | Harri Heliövaara Juho Paukku      | 6(3)–7, 6–1, [10–2] |
| 2011 (2) | Fabio Colangelo Marco Crugnola  | Daniel Evans Andrew Fitzpatrick   | 6–4, 2–6, [15–13]   |
| 2012     | Chris Eaton Dominic Inglot      | David Rice Sean Thornley          | 7–5, 6–2            |
| 2012 (2) | Bastian Knittel                 | Ashley Hewitt                     | 6–2, 6–4            |
| 2013     | David Rice Sean Thornley        | Scott Clayton Richard Gabb        | 7–6(7–5), 6–2       |
| 2014     | David Rice Sean Thornley        | Edward Corrie Daniel Smethurst    | 6–3, 6–1            |

### Singolare femminile
| Anno     | Campionesse         | Finaliste            | Punteggio      |
| -------- | ------------------- | -------------------- | -------------- |
| 2009     | Emma Laine          | Stéphanie Vongsouthi | 4-6, 6-2, 7-62 |
| 2010     | Sarah Gronert       | Julia Babilon        | 2–6 6–2 6–1    |
| 2011     | Jasmina Tinjić      | Naomi Broady         | 6-2 6-2        |
| 2011 (2) | Claire Feuerstein   | Yvonne Meusburger    | 6–3, 6–1       |
| 2012     | Alison van Uytvanck | Francesca Stephenson | 6–3, 6–0       |
| 2012 (2) | Samantha Murray     | Alison Van Uytvanck  | 6–3, 2–6, 6–3  |
| 2013     | Tara Moore          | Myrtille Georges     | 6–4, 6–1       |
| 2014     | Tara Moore          | Myrtille Georges     | 6–3, 6–1       |

### Doppio femminile
| Anno     | Campionesse                         | Finalisti                                  | Punteggio        |
| -------- | ----------------------------------- | ------------------------------------------ | ---------------- |
| 2009     | Sandra Klemenschits Claudine Schaul | Nicolette Van Uitert Viktoria Yemialyanava | 6-3, 4-6, [10-7] |
| 2010     | Victoria Larrière Anna Smith        | Nicole Clerico Liana Ungur                 | 6–4 6–4          |
| 2011     | Ulrikke Eikeri Isabella Šinikova    | Teodora Mirčić Jasmina Tinjić              | 6-4 6-4          |
| 2011 (2) | Emma Laine Kristina Mladenovic      | Yvonne Meusburger Stephanie Vogt           | 6–2, 6–4         |
| 2012     | Anna Fitzpatrick Samantha Murray    | Alexandra Walker Lisa Whybourn             | 6–2, 6–3         |
| 2012 (2) | Justyna Jegiołka Diāna Marcinkēviča | Nicole Clerico Anna Zaja                   | 6–2, 6–1         |
| 2013     | Tara Moore Melanie South            | Anna Smith Francesca Stephenson            | 7–6(7–5), 6–3    |
| 2014     | Jocelyn Rae Anna Smith              | Martina Borecká Tereza Malíková            | 4–6, 6–2, [10–4] |